# Laleh Seddigh
Laleh Seddigh oder Laleh Sadigh (persisch لاله صدیق; * Februar 1977 in Teheran) ist eine iranische Rennfahrerin, Rallye-Landesmeisterin und Universitätsdozentin.
Laleh Seddigh, die Betriebswirtschaftslehre an der Universität Teheran unterrichtet, gilt als die bekannteste Motorsportlerin ihres Landes.

## Leben
Seddigh gewann nach dem erstmaligen Gewinn der Serie 2004 auch alle Rennen der Landesmeisterschaft 2005 auf einem Ford Focus WRC, die sonst von Männern dominiert wurden. Daraufhin teilte ihr der iranische Rennsport-Verband mit, dass sie nicht mehr starten dürfe. Hintergrund dieser Anordnung war wohl, dass die sowohl unter dem Helm mit einem Kopftuch als auch bei den Siegerehrungen an der Seite ihres männlichen Copiloten stets mit einem Tschador bekleidete Sportlerin von der liberalen Presse und der Öffentlichkeit als Ikone des Feminismus gefeiert wurde.
Sie selbst vermutete, dass es ihren männlichen Kontrahenten schlichtweg nicht gefallen würde, auch 2006 einen weiblichen Rennchampion zu haben. Daher fand sie einen Mullah, der in einer Fatwa erklärte, dass es „keinerlei religiöse Gründe gebe, die Frauen verbieten würden, gegen Männer Rennen zu fahren, solange die islamische Bekleidungsvorschriften gewahrt würden.“ Mit Hinblick auf die Sicherheitsbekleidung im Motorsport dürfte dies kein Problem sein.
Allerdings verlagerte Laleh Seddigh ihre Interessen im Motorsport dennoch auf ein anderes Terrain. Da bisher noch kein Iraner bei einem Formel-3-Rennen erfolgreich teilgenommen hatte, entschloss sie sich am 30. Dezember 2005 zur Teilnahme an der entsprechenden Landesmeisterschaft von Bahrain.
Presseaufnahmen zeigten sie jedoch im Cockpit eines Formel BMW, was in doppelter Hinsicht Sinn manchen würde, da sie zuvor noch nie in einem Monoposto gefahren war, es eine gute Lernhilfe für den nächsten Schritt sein sollte und die Formel-BMW auch eine gesamtasiatische Rennserie besitzt.
Bevor Seddigh den Motorsport für sich entdeckt hat, war sie bereits im Reitsport erfolgreich unterwegs und hat jüngst das Skeet-Schießen für sich entdeckt. Im Iran tituliert man sie scherzhaft als „die kleine Schumacher“.